# خود زندگی (فیلم ۲۰۱۸)
خودِ زندگی (انگلیسی: Life Itself) یک فیلم آمریکایی در سبک درام به کارگردانی و نویسندگی دن فوگلمن است که از سوی آمازون استودیوز در ۲۱ سپتامبر ۲۰۱۸ منتشر شد.

## خلاصه داستان
فیلم درباره زوج جوانی (با بازی اسکار آیزاک و اولیویا وایلد) است که در نیویورک زندگی می‌کنند، آن‌ها از دوران دانشگاه عاشق یکدیگر بوده‌اند و حالا در انتظار اولین فرزندشان هستند اما وقایع غیرقابل پیش‌بینی برایشان رخ می‌دهد که دنیای آن‌ها را به دیگران پیوند می‌زند و بازتاب آن تا سال‌ها در زندگی آن‌ها می‌ماند.